# Varrajaure
Varrajaure är en sjö i Arjeplogs kommun i Lappland och ingår i Skellefteälvens huvudavrinningsområde. Sjön har en area på 1,25 kvadratkilometer och ligger 421 meter över havet. Sjön avvattnas av vattendraget Varrabäcken.

## Delavrinningsområde
Varrajaure ingår i det delavrinningsområde (733392-158345) som SMHI kallar för Utloppet av Varrajaure. Medelhöjden är 482 meter över havet och ytan är 6,86 kvadratkilometer. Det finns inga avrinningsområden uppströms utan avrinningsområdet är högsta punkten. Varrabäcken som avvattnar avrinningsområdet har biflödesordning 2, vilket innebär att vattnet flödar genom totalt 2 vattendrag innan det når havet efter 263 kilometer. Avrinningsområdet består mestadels av skog (70 procent). Avrinningsområdet har 1,25 kvadratkilometer vattenytor vilket ger det en sjöprocent på 18,2 procent.